# Liste der mosambikanischen Botschafter in Osttimor

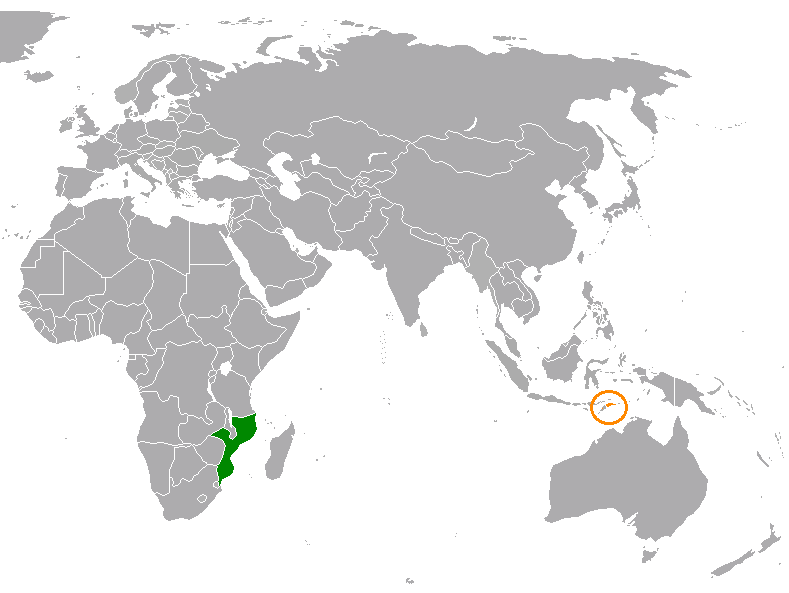
Mosambik (grün) und Osttimor (orange)

Diese Liste führt die mosambikanischen Botschafter in Osttimor auf.

## Hintergrund
Der mosambikanische Botschafter in Jakarta ist Botschafter für Indonesien, Osttimor und Thailand und Hochkommissar für Singapur und Malaysia. In Dili gibt es einen Honorarkonsul Mosambiks.

## Liste der Botschafter

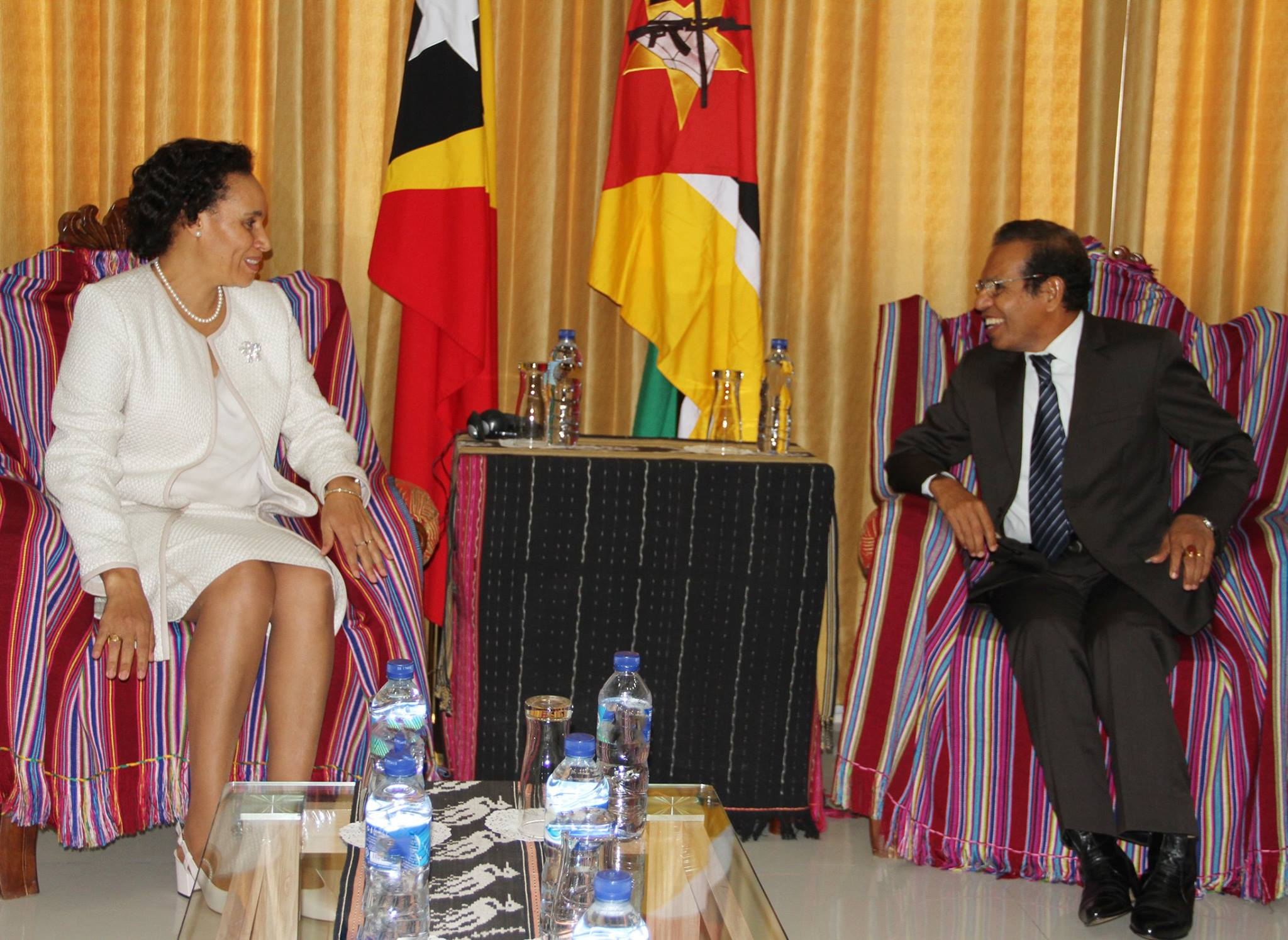
Maria Gustava und Taur Matan Ruak (2016)

| Amtszeit  | Name                        | Anmerkungen                                               |          |
| Mosambik  | Mosambik                    | Mosambik                                                  | Mosambik |
| --------- | --------------------------- | --------------------------------------------------------- | -------- |
| 2002–2009 | ?                           |                                                           |          |
| 2009–2015 | Carlos Agostinho do Rosário |                                                           |          |
| 2016–2018 | Maria Gustava               | Akkreditierung: 15. Juni 2016 Abberufen am 8. Januar 2018 |          |
| seit 2019 | Belmiro José Malate         | Akkreditierung in Osttimor (virtuell): 11. November 2021  |          |